# كارولينا موراس
إن كارولينا موراس (بالإيطالية:Carolina Morace) هي مدربة كرة قدم إيطالية ولاعبة كرة قدم نسائية سابقة في المنتخب الإيطالي الوطني، وقد وُلدت في البندقية في إيطاليا في الخامس من فبراير عام 1964.

## حياتها
بدأت كارولينا لعب كرة القدم في عمر التاسعة، حيث لعبت من بين 1974 و 1998 في أحد عشر ناديًا رياضيًا مختلفًا في إيطاليا. كانت أول مباراة دولية لها مع منتخب إيطاليا لكرة القدم للسيدات في نوفمبر عام 1978 ضد نظيره اليوغوسلافي، وكانت كارولينا تبلغ آنذاك أربعة عشر عامًا وثمانية أشهر. وفي الثامن عشر من أبريل لعام 1979 وعن عمر الخامسة عشرأحرزت أول هدف دولي لها في مباراة ضد المنتخب السويسري والتي انتهت بالفوز بخمسة أهداف مقابل هدف. حققت كارولينا حتى عام 2010 رقمًا قياسيًا عالميًا بمئة وخمسين مباراة دولية لتتخطاها باتريسيا بانيكو فيما بعد، وعلى الصعيد الأوروبي كانت تتصدر الرقم القياسي بأكثر من 152 مباراة دولية حتى الحادي عشر من سبتمبر عام2001 لتتفوق عليها هيج ريس النروجية بعد ذلك. سجلت كارولينا 105 هدفًا في أكثر 153 مباراة دولية وبهذا تصبح واحدة من عشرة لاعبات اللاتي يحرزن مئة هدفًا.
سجلت كارولينا أكثر من خمسمائة هدفًا خلال مباريات الدوري الإيطالي، وفاز فريقيها بإحدى عشر مباراة على التوال بين 1978 و1998.
في عام 1991 حصلت على رخصة التدريب، وفي عام 1996 اتمت دبلومة المحاماة. أصبحت في عام 1999 أول مدربة للفريق الرجالي لنادي Viterbese Castrense الإيطالي، وقد انسحبت كارولينا بعد مبارتان فقط بسبب ضغط إعلامي شديد. وفي العام التالي تولت تدريب المنتخب الإيطالي الوطني لدون الثامنة عشر.
قادت كارولينا المنتخب الإيطالي في بطولة أمم أوروبا للسيدات عام 2001 و2005، ألا وأن المنتخب اُستبعد من دور المجموعات. بدأت في فبراير عام 2009 تدريب منتخب كندا لكرة القدم للسيدات، وفي العاشر من يونيو عام 2011 أعلن اتحاد الكرة الكندي أن كارولينا ستتولى الفريق حتى الألعاب الأولمبية الصيفية 2012 وكذلك ستدرب فريق دون العشرين.
عُينت في مايو عام 2011 في اللجنة التنفيذية لكونكاكاف لتمثيل مصالح كرة القدم النسائة.
خسرت كندا في كأس العالم للسيدات 2011 جميع المباريات الثلاثة وخرجت بأسوء فارق أهداف في مرحلة المجموعات.وفي العشرين من يوليه استقالت كارولينا من عملها كمدربة. وفي سبتمبر عام 2013 أصبحت الرئيس التنفيذي لأكاديمية يوفنتوس روما.
عُينت كارولينا المديرة الفنية للنادي الأسترالي فلوريت أثينا، واستمرت في هذا المنصب حتى صيف عام 2016 وبعد ذلك قامت بتدريب مدربين في بابوا غينيا الجديدة. وفي عام 2016 أصبحت مدربة منتخب كرة القدم للسيدات لترينيداد وتوباغو، لتستقيل هي والفريق بعد أن زعموا أنهم يدفعون أجورهم.
و في عام 2018 أصبحت أول مدربة لفريق إيه سي ميلان للسيدات الجديد.

## روابط خارجية
- كارولينا موراس على موقع الاتحاد الدولي (مؤرشف)  (الإنجليزية)
- كارولينا موراس على موقع الاتحاد الأوربي (الإنجليزية)
- كارولينا موراس على موقع قاعدة بيانات كرة القدم.إي يو (الإنجليزية)
- كارولينا موراس على موقع Soccerway.com (الإنجليزية)
- كارولينا موراس على موقع عالم كرة القدم.نت (الإنجليزية)